# Чэнь Цзяньбинь
Чэнь Цзяньби́нь (кит. упр. 陈建斌, пиньинь Chén Jiànbīn; р. 27 июня 1970, Урумчи) — китайский актёр и режиссёр. Обладатель трёх кинопремий «Золотая лошадь».

## Карьера
Актёрская карьера Чэня началась в 1993 году. В 1998 году он окончил со степенью магистра Центральную академию драмы в Пекине и стал актёром Национального театра Китая. В 2001 году за роль в романтическом фильме «Чай из хризантем» был удостоен премии «Выбор студентов» как лучший актёр. В Китае Чэнь известен в первую очередь по роли Цао Цао в популярном историческом сериале «Троецарствие», который вышел на китайском телевидении в 2010 году. За эту роль он был удостоен Сеульской международной драматической премии в номинации «лучший актёр». В 2011 году Чэнь получил главную мужскую роль в ещё одном историческом телесериале, «Легенда о Чжэнь Хуань», который пользуется большим успехом в Восточной Азии.
В 2014 году на экраны вышла дебютная работа Чэня в качестве режиссёра — трагикомедия «Дурак» о пастухе из Северного Китая, который пытается вызволить из тюрьмы сына. Чэнь сам работал над сценарием, в основу которого легла новелла Ху Сюэвэня «Ускользающий лунный свет», и исполнил в фильме главную роль. Фильм демонстрировался в кинотеатрах Восточной Азии, Австралии, Новой Зеландии, США и Канады, но не выходил в Китае. Причиной тому послужил запрет властей из-за «аморального поведения» одного из актёров Вана Сюэбина, арестованного за хранение наркотиков. При этом за «Дурака» Чэнь получил национальную китайскую кинопремию «Золотой петух» в 2015 году. После пересъёмки некоторых эпизодов с участием Вана в ноябре 2015 года фильм всё же вышел в прокат в континентальном Китае. На Тайване картина принесла Чэню сразу две кинопремии «Золотая лошадь»: за лучший режиссёрский дебют и за лучшую мужскую роль. На той же церемонии Чэнь получил и третью премию, в номинации «лучшая мужская роль второго плана» за участие в фильме Ню Чэнцзэ «Рай на службе».

## Личная жизнь
С 2006 года Чэнь женат на актрисе Цзян Циньцинь, в январе 2007 года у них родился сын.

## Фильмография

### Фильмы
| Год  |   | Русское название         | Оригинальное название | Роль         |
| ---- | - | ------------------------ | --------------------- | ------------ |
| 1998 | ф | Любовь в эпоху интернета | 网络时代的爱情        | Лу Линь      |
| 2000 | ф | Чай из хризантем         | 菊花茶                | Ма Цзяньсинь |
| 2001 | ф |                          | 致命的一击            |              |
| 2002 | ф |                          | 像鸡毛一样飞          |              |
| 2003 | ф | 大城小事                 | 大城小事              | Ма Шифа      |
| 2003 | ф |                          | 旧夫新婚              | Да Ли        |
| 2003 | ф |                          | 玉观音                |              |
| 2004 | ф |                          | 阳光天井              |              |
| 2005 | ф |                          | 猜猜猜                |              |
| 2005 | ф |                          | 天下有贼100个         |              |
| 2008 | ф |                          | 二十四城记            |              |
| 2010 | ф | Конфуций                 | 孔子                  | Цзи Хуаньцзы |
| 2010 | ф | Без водителя             | 无人驾驶              |              |
| 2011 | ф | Меченосцы                | 武侠                  | полицейский  |
| 2011 | ф |                          | 人山人海              |              |
| 2014 | ф |                          | 军中乐园              |              |
| 2014 | ф |                          | 一个勺子              |              |
| 2014 | ф |                          | 洋妞到我家            |              |
| 2018 | ф |                          | 无名之辈              |              |

### Сериалы
| Год  |   | Русское название                                | Оригинальное название | Роль          |
| ---- | - | ----------------------------------------------- | --------------------- | ------------- |
| 1993 | с |                                                 | 梅花三弄              |               |
| 1997 | с |                                                 | 京港爱情线            |               |
| 1999 | с | Моя любимая Родина                              | 我亲爱的祖国          |               |
| 2000 | с |                                                 | 永恒恋人              |               |
| 2000 | с |                                                 | 有爱的日子            |               |
| 2000 | с |                                                 | 关怀                  |               |
| 2001 | с |                                                 | 女人别哭              |               |
| 2002 | с |                                                 | 结婚十年              |               |
| 2002 | с |                                                 | 浪漫的事              |               |
| 2003 | с |                                                 | 穿越激情              |               |
| 2003 | с |                                                 | 血染金三角            |               |
| 2003 | с |                                                 | 走进八里堡            |               |
| 2004 | с |                                                 | 最后诊断              |               |
| 2004 | с |                                                 | 决不饶恕              |               |
| 2004 | с |                                                 | 从爱情开始            |               |
| 2005 | с | Усадьба семьи Цяо                               | 乔家大院              | Цяо Чжиюн     |
| 2005 | с | Свадьба в китайском стиле                       | 中国式结婚            |               |
| 2006 | с |                                                 | 接触                  |               |
| 2006 | с |                                                 | 红墨坊                |               |
| 2007 | с |                                                 | 亲兄热弟              |               |
| 2007 | с |                                                 | 光荣岁月              |               |
| 2007 | с |                                                 | 睁开你的眼睛          |               |
| 2008 | с |                                                 | 天下兄弟              |               |
| 2008 | с |                                                 | 震撼世界的七日        |               |
| 2009 | с | Троецарствие                                    | 三国                  | Цао Цао       |
| 2011 | с | Пятизвёздное красное знамя развевается на ветру | 五星红旗迎风飘扬      | Цянь Сюэсэнь  |
| 2011 | с |                                                 | 开天辟地              | Ли Дачжао     |
| 2011 | с | Легенда о Чжэньхуань                            | 后宫甄嬛传            | Юнчжэн        |
| 2012 | с | Ты - мой любимый                                | 你是我爱人            |               |
| 2012 | с |                                                 | 女人帮·妞儿           |               |
| 2014 | с |                                                 | 兄弟，兄弟            |               |
| 2015 | с | Повесть о Великой Сун: Чжао Куанъинь            | 大宋传奇之赵匡胤      | Чжао Куанъинь |
| 2016 | с |                                                 | 父亲的身份            |               |
| 2016 | с |                                                 | 中国式关系            |               |
| 2019 | с | Самый длинный день в Чанъане                    | 长安十二时辰          |               |
| 2020 | с | Трезубец                                        | 三叉戟                |               |

## Награды
| Награда                                         | Год  | Категория                       | Фильм        | Итог    |
| ----------------------------------------------- | ---- | ------------------------------- | ------------ | ------- |
| Летящая апсара                                  | 2004 | Лучшая мужская роль             | 结婚十年     | Награда |
| Золотой орёл                                    | 2004 | Лучший актёр по мнению зрителей | 结婚十年     | Награда |
| Золотой орёл                                    | 2006 | Лучший актёр по мнению зрителей | 乔家大院     | Награда |
| Летящая апсара                                  | 2009 | За выдающийся вклад             |              | Награда |
| Сеульская международная награда в области драмы | 2011 | Лучший актёр                    | Троецарствие | Награда |
| Азиатская радуга                                | 2011 | Лучший актёр                    | Троецарствие | Награда |
| Золотая лошадь                                  | 2014 | Лучший актёр второго плана      | 军中乐园     | Награда |
| Золотая лошадь                                  | 2014 | Лучший актёр                    | 一个勺子     | Награда |
| Золотая лошадь                                  | 2014 | Самая новаторская режиссура     | 一个勺子     | Награда |
| Золотой петух                                   | 2015 | Лучший режиссёрский дебют       | 一个勺子     | Награда |
| Награда в области китайскоязычного кино         | 2015 | Лучший актёр второго плана      | 军中乐园     | Награда |